# Rolland-Michel Barrin
Pour les autres membres de la famille, voir Famille Barrin.
Pour son père, le marquis de La Galissonnière, voir Rolland Barrin.
Pour les articles homonymes, voir La Galissonnière.
Rolland-Michel Barrin, comte de La Galissonnière, né le 10 novembre 1693 à Rochefort, baptisé (Roland-Michel Barrin) le 11 novembre 1693 à Rochefort (Saint-Louis), décédé le 26 octobre 1756 à Nemours et inhumé le 27 octobre 1756 à Nemours (Saint-Jean-Baptiste), est un officier de marine, administrateur colonial et gentilhomme français des XVIIe et XVIIIe siècles. Il est gouverneur intérimaire de la Nouvelle-France de 1747 à 1749.

## Biographie

### Origines et famille

Armes de la famille Barrin.

Rolland-Michel Barrin est issu d'une famille noble, d'ancienne extraction chevaleresque, originaire de l'ancienne province du Bourbonnais, sur les bords de la Sioule, à Saint-Bonnet-de-Rochefort, dans l'actuel département de l'Allier.
Son père, Rolland Barrin, deuxième marquis de La Galissonnière (1646-1736), chevalier de l'Ordre royal et militaire de Saint-Louis, est lieutenant-général des armées navales de sa Majesté. Sa mère Catherine Begon/Bégon (Michel et Magdeleine Drouillon), est née le 9/11 novembre 1670 à Blois (Saint-Solenne) (Loir-et-Cher), décédée à 37 ans le 7 août 1708 à Rochefort, inhumée le 8 août 1708 dans l'église des Capucins à Rochefort. Le couple se marie à Rochefort (Saint-Louis), le 24 mai 1691, et de cette union naissent trois enfants :
- Roland-Michel Barrin, marié à Ardelay (aujourd'hui commune des Herbiers), le 25 mai 1713 avec Marie-Catherine-Antoinette de Lauzon (+ 15 février 1786 Paris à 87 ans et 11 mois), fille de Charles de Lauzon, chevalier seigneur de la Gontrie et des Deffands et de Marie Guiraud (laquelle se remarie le même jour avec Roland Barrin)[6]. Cette union reste sans descendance.
- Marie-Magdelaine Barrin, née et baptisée le 16 mai 1704 à Rochefort (Saint-Louis), décédée le 19 mars 1780 à Monnières (Sainte-Radegonde) (Loire-Atlantique); contrat de mariage du 14 juillet 1736 greffe Le Cartier à Poitiers (Vienne, 86194), avec Vincent Barrin des Ruilliers (François+, seigneur, chevalier & Catherine+ Mignot), seigneur et chevalier, né le 13 février 1708 à Saint-Bonnet-de-Rochefort (Allier), décédé le 19 février 1778 à Gannat (Allier); laquelle au décès de son frère Roland-Michel réunira les héritages des Barrin de la Galissonnière à ceux des Barrin des Ruilliers.
- Catherine Barrin, religieuse à Saintes.

### Jeunesse et débuts dans la Marine royale
Après des études au collège de Beauvais, à Paris, sous la conduite de Charles Rollin, au cours desquelles il montre son aptitude pour les mathématiques, comme son père et son grand-père maternel il veut servir dans la Marine royale.
La Galissonnière entre dans la compagnie des gardes de la Marine à Rochefort le 1er novembre 1710 et effectue sa première campagne à bord du vaisseau Le Héros, qui transporte en 1711 des approvisionnements en Nouvelle-France. Il est promu enseigne de vaisseau à dix-neuf ans, le 25 novembre 1712.
Avec le Traité d'Utrecht qui met fin à la guerre de Succession d'Espagne en 1713, la France
est en « état de paix » relatif avec l'Angleterre. Toutefois, la Marine royale doit lutter contre les pirates ou corsaires barbaresques qui, sur de petits navires bien équipés, font régner leur loi et troublent le commerce maritime. Roland-Michel Barrin participe à la protection des convois qui reviennent des colonies des Antilles. Après son mariage en Poitou en 1713, Roland-Michel ré-embarque et revient à Québec sur le navire Le Français en 1716, puis en 1719 sur la flûte Le Dromadaire,.

### Le ravitaillement de la Nouvelle-France

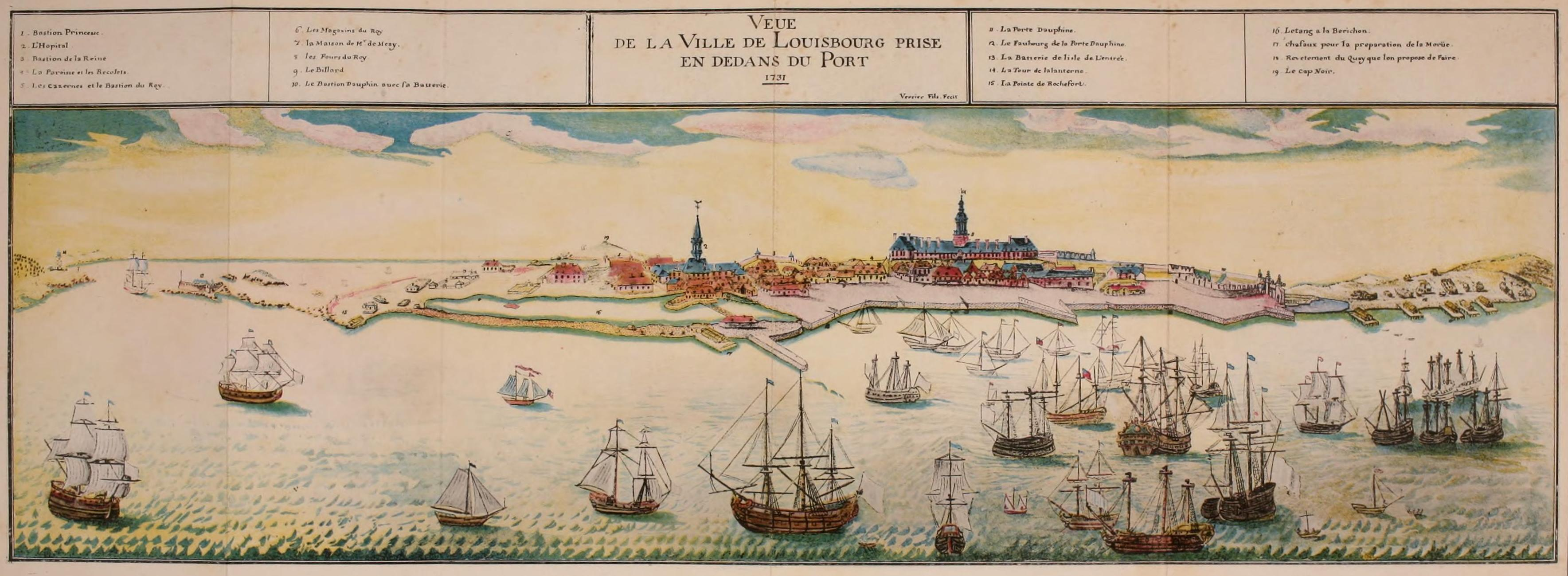
Louisbourg dans les années 1730. La Galissonnière ravitaille la place qui défend l'entrée du Canada français.

Il sert le plus souvent à Rochefort (où il habite) jusqu'en 1736, avec toutefois quelques embarquements qui le conduisirent au Canada, à l'île Royale (île du Cap-Breton), aux Antilles, en Méditerranée et le long des côtes d'Espagne. Nommé aide-major à Rochefort le 7 mai 1726, il opte le 17 mars 1727 pour le service normal de lieutenant de vaisseau. En 1732, il est officier sur Le Rubis et à bord de ce navire fait un nouveau voyage au Canada. Puis il embarque de nouveau sur Le Dromadaire, cette fois en qualité de commandant, en 1734 et 1735 pour une campagne « aux îles d'Amérique » (Antilles).
En 1737, il reçoit le commandement du Héros pour une nouvelle mission de transport vers la Nouvelle-France. Les puissantes protections familiales dont il bénéficie, ainsi que ses mérites, lui valent d’être promu capitaine de vaisseau le 1er avril 1738 et créé chevalier de Saint-Louis le 13 mai suivant. En 1739, il transporte des approvisionnements à Louisbourg, sur l'île Royale, avec Le Rubis qu'il commande. L'année suivante, il sert en Méditerranée sur le vaisseau L’Espérance qui conduit à Constantinople le nouvel ambassadeur de France.

### Missions en Méditerranée et commandement du port de Rochefort

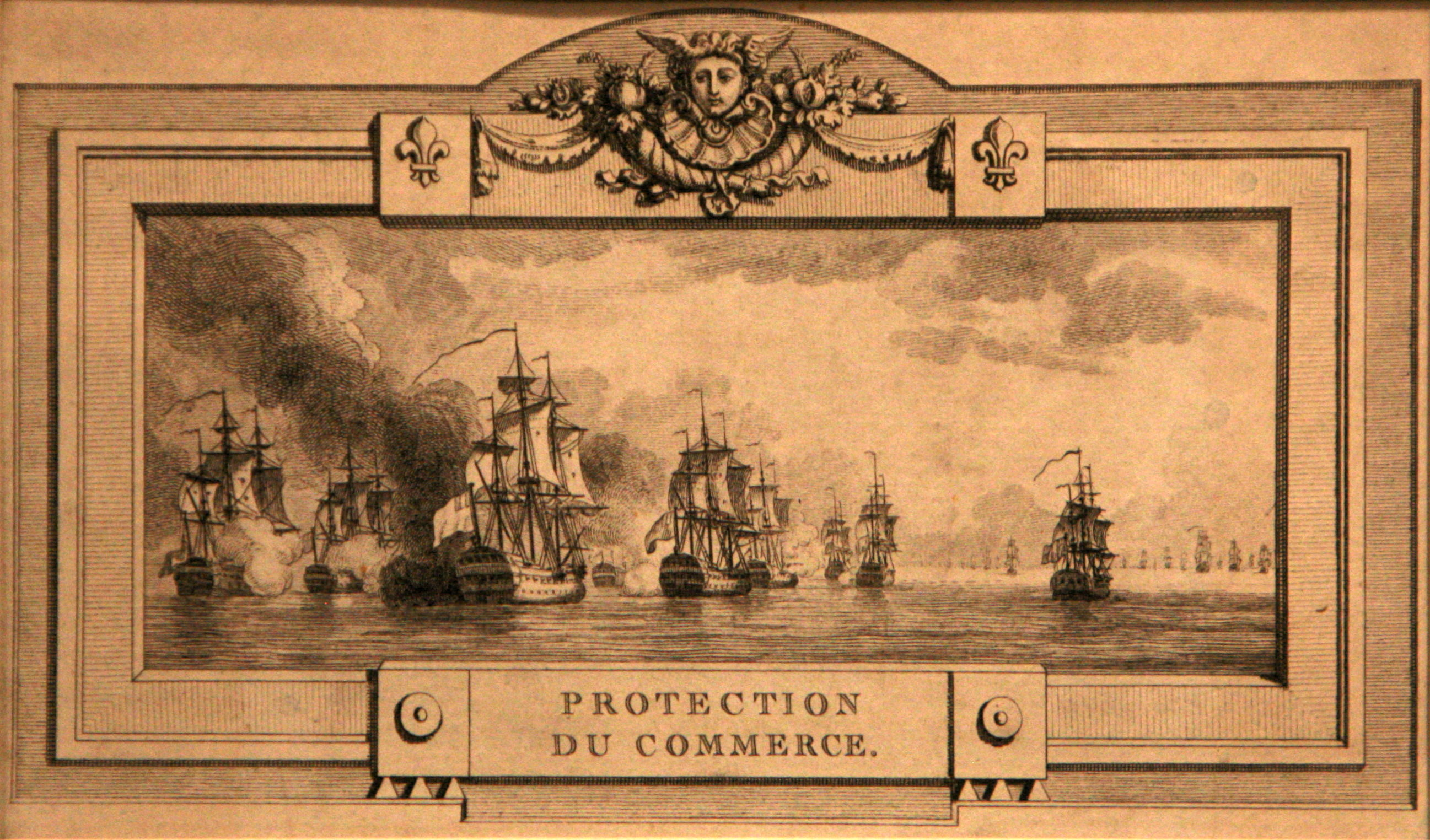
Protection du commerce. La Galissonnière participe activement aux missions d'escorte pendant la guerre de Succession d'Autriche.

De 1741 à 1743, il commande Le Tigre dans l'escadre du lieutenant général Court de La Bruyère, laquelle ne quitte pratiquement pas la rade de Toulon. En 1744, La Galissonnière se rend à Brest pour y commander La Gloire, un des dix-neuf vaisseaux de l'escadre du comte de Roquefeuil, celle-ci devait appuyer les tentatives de débarquement en Angleterre de Charles Édouard Stuart, dit le « Jeune Prétendant ».
Le 15 mars 1744 la guerre de Succession d'Autriche est déclarée et le problème de la protection des bâtiments de commerce se pose d'autant plus. Roland-Michel Barrin qui a fait tout au long de sa carrière preuve de son habileté manœuvrière montre aussi des qualités d'organisateur. Le 1er février 1745, La Galissonnière est nommé commissaire général d'artillerie à Rochefort et s’occupe, à ce titre, de la mise en état de défense des côtes d'Aunis et de Saintonge. Son rôle est d'impulser les travaux de l'arsenal et d'améliorer la puissance de feu des vaisseaux. Le «canon» a toujours été, et jusqu'à récemment, la « spécialité savante » de la marine française.
En février 1746, La Galissonnière reçoit le commandement du Juste, qui devait, en compagnie du Sérieux, protéger les établissements et les navires de la Compagnie des Indes sur les côtes d'Afrique. Suivant les instructions ministérielles, les deux vaisseaux partent de l'île de Groix le 27 avril 1746, arrivent au Sénégal le 26 mai et repartent le 28 juin pour retrouver le 2 août, à Fernando de Noronha (au large du Brésil), trois bâtiments de la Compagnie, dont deux venaient de Chine. La Galissonnière repart le 29 août pour la Grenade, où il retrouve le Philibert, autre vaisseau de la Compagnie, et tous appareillent pour la France le 3 octobre, mais le Juste et le Sérieux arrivent seuls à Rochefort le 7 décembre, car ils avaient perdu de vue par gros temps, à l’est du banc de Terre-Neuve, leur convoi qui parvient cependant à Lorient sans encombre.

### Sous la protection de Maurepas

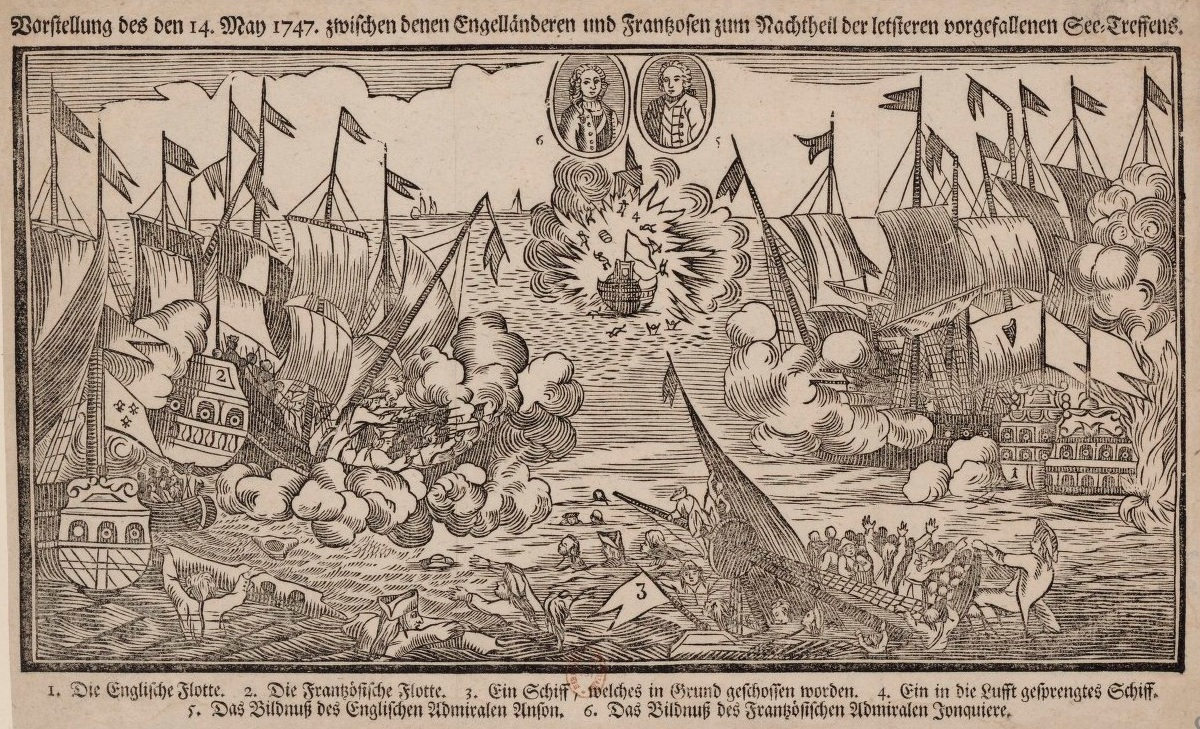
La bataille du cap Ortégal au cours de laquelle le marquis de La Jonquière est capturé (1747).

Le ministre de la marine, Maurepas, lui propose la même année le poste de gouverneur de Saint-Domingue. Roland-Michel Barrin le refuse, ainsi que celui de gouverneur général de la Nouvelle-France, dans un premier temps. Face à ce refus, le marquis de La Jonquière est nommé gouverneur général de la Nouvelle-France pour remplacer Charles de la Boische, marquis de Beauharnois, le 15 mars 1746, mais sa participation à l'expédition du duc d'Anville en Acadie, sous les ordres de La Rochefoucauld, l'empêche de rejoindre aussitôt son poste et, lorsqu’il part pour Québec en mai 1747, le convoi qu'il escorte est attaqué par une escadre anglaise supérieure et La Jonquière fait prisonnier (bataille du cap Ortégal).
Maurepas, ministre de la Marine et protecteur de La Galissonnière, insiste pour qu'il prenne le commandement de Québec en attendant la libération de La Jonquière, gouverneur en titre. C'est ainsi que, le 1er mai 1747, il est chargé des fonctions de commandant général en Nouvelle-France. Maurepas lui écrit le 14 juin : 

« M. de La Jonquière étant pourvu du gouvernement général, il n’est pas possible pour le présent de vous expédier les provisions mais les lettres de commandement vous donnent les mêmes pouvoirs, les mêmes droits, la même autorité, les mêmes honneurs attachés à la charge de lieutenant général et vous jouirez des mêmes appointements. »

### Gouverneur-général de la Nouvelle-France à titre provisoire
Roland-Michel Barrin accepte à contrecœur car il ne croit pas y être à sa place. Pour lui, sa vocation n'est pas de servir à terre mais sur mer. Finalement il doit céder. C'est le vaisseau Northumberland qui l'emmène à Québec où il débarque le 19 septembre 1747.
La situation en Nouvelle-France est alors peu brillante. Depuis trois ans, la guerre de Succession d'Autriche a ébranlé l'économie fragile de la colonie. Comme Vaudreuil et Beauharnois avant lui, La Galissonnière s'aperçoit très vite de ses carences défensives. Il harcèle dès lors Paris, demandant des renforts, mais Maurepas lui répond qu'il n'a pas de troupes à lui accorder et que la colonie doit se suffire à elle-même. La Galissonnière demande également en vain à Maurepas d'envoyer des colons afin d'accélérer le peuplement. La Galissonnière va donc faire avec le peu qu'il a.
Sur le plan politique et militaire, il veille à ce que les Abénakis, des Indiens alliés, restent établis entre l'Acadie, devenue britannique, et la Nouvelle-France, afin que leur territoire serve de zone tampon. Il est le premier à concevoir l'idée de réunir la Nouvelle-France à la Louisiane par une ligne de postes qui suivrait la vallée de l'Ohio. Cet endroit deviendra plus tard une zone d'affrontements entre Français et Britanniques (et leurs alliés Iroquois). Il fait aussi construire le fort de La Présentation (aujourd'hui Ogdensburgh dans l'État de New-York) qui servira de poste de surveillance aux frontières. Il prépare une campagne pour reprendre l'Ontario aux Anglais. Dans ce but il fait établir des cartes de la région des Grands Lacs.
Il avait su se faire aimer des Indiens, et on rapporte que, eu égard à son apparence, Roland-Michel étant parait-il petit et contrefait, un chef indien lui aurait dit : « Faut-il que ton âme soit belle, pour que ton roi ait fait de toi le chef de son armée. »
Sur le plan économique, il veut favoriser l'implantation de manufactures d'étoffes de laine à Québec et Montréal mais la politique mercantiliste du ministre de la Marine l'empêche d'aller de l'avant dans ce projet. Il protège les institutions françaises implantées au Québec, et en particulier les institutions religieuses. Il veut également développer le commerce avec la France et tente de s'opposer à l'infiltration britannique… Mais quand le gouverneur Taffanel revient, il doit céder sa place en septembre 1749 et rentre en France, déçu parce que mal suivi par une administration, à son goût trop parisienne et trop lointaine.

### Retour dans la Royale et Guerre de Sept Ans

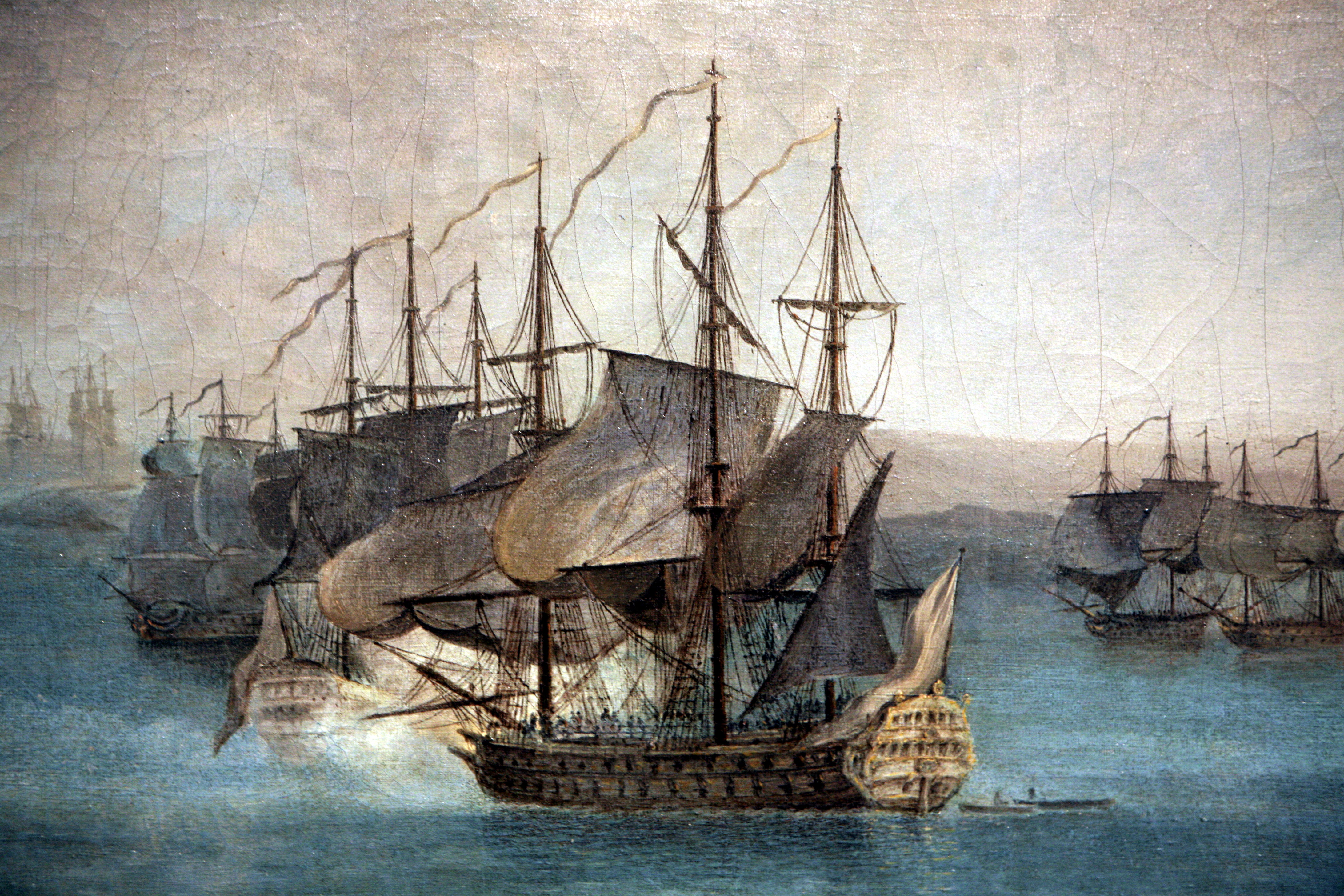
Le Départ de la flotte française pour l'expédition de Port-Mahon le 10 avril 1756, par Nicolas Ozanne

Le gouverneur demande son rappel qui est accepté en mai 1749. Il sera regretté par les colons qui jugent qu'il a fait consciencieusement son travail. Il rentre en France en septembre après une rapide mission d'inspection à Louisbourg. Comme récompense, il est nommé chef d'escadre en 1750.
Après son retour en France, en 1750, il présente un « Mémoire sur les colonies de la France en Amérique septentrionale », rapport sur la situation économique de la Nouvelle-France et les moyens de la rendre rentable pour la France. En récompense de ses services, Roland-Michel est promu chef d'escadre le 7 février 1750, il est nommé conseiller du ministre de la Marine et directeur du service des cartes de la Marine à Paris. Il organise des missions scientifiques franco-britanniques en Amérique du Nord, fait refaire la cartographie sur les côtes d'Espagne. Ses qualités de manœuvrières sont mises à contribution et, en 1752, il est mis à la tête de « l'escadre d'évolution » pour la formation des officiers de marine. Nommé membre de l'Académie royale des sciences, il est promu lieutenant général des armées navales le 25 septembre 1755, au début de la Guerre de Sept Ans. La Galissonnière est placé à la tête de l'escadre de la Méditerranée à Toulon en 1756 pour participer cette année-là à l'expédition militaire de Minorque destinée à reprendre l'île aux Britanniques. L'escadre rentre à Toulon, mission accomplie, le 18 juillet, où elle est accueillie par des démonstrations d'enthousiasme.
La Galissonnière, souffrant d'hydropisie, demande alors et obtient la permission de débarquer, ce qu'il fait le 1er octobre pour se mettre en route vers Fontainebleau, où se trouve la Cour et où, dit-on, l'attend un titre de maréchal de France. Mais il meurt tout près du but, à Montereau, le 26 octobre 1756, ce dont Louis XV, qui l'a dès avant son arrivée fait grand-croix de l'ordre de Saint-Louis, fait connaître ses « véritables regrets ». Il est inhumé le lendemain à Nemours.

## Travaux

### Le scientifique
En plus de ses obligations d'officier de marine, Roland-Michel Barrin ne cesse pendant ses années dans la Marine de collaborer à de nombreuses autres œuvres scientifiques qui montrent la curiosité de son esprit et la diversité de ses activités. Dans les sciences de la navigation, il échange une correspondance avec Pierre Bouguer, mathématicien et spécialiste de construction navale qui, dans son école, au Croisic, enseigne la navigation et les méthodes alors les plus modernes de « faire le point » en utilisant le soleil, la lune et les étoiles.
En 1737, à bord du Héros, il vérifie l'utilisation de l'« octant », instrument qui sert à mesurer les hauteurs angulaires précises des astres au-dessus de l'horizon, l'ancêtre du sextant. Il propose des améliorations à faire à l'octant.

### Le botaniste
Roland-Michel Barrin se conforme dès ses premiers embarquements aux consignes données par le ministre de la Marine Maurepas aux capitaines de navire par l'ordonnance de 1724 qui leur enjoint de rapporter plantes et semences de leurs voyages lointains, tant pour les jardins botaniques qu'il a fait se développer dans les ports, que pour le Potager du roi à Versailles. Il crée chez lui, à la Galissonnière, un jardin où il réunit les espèces rapportées à Nantes et débarquées à son appontement de Monnières au Port-Domino.
En rentrant d'une mission en Nouvelle-France en 1737 sur le navire Le Héros, il rapporte le « Magnolia Grandiflora ». C'est au retour d'un nouveau voyage en Nouvelle-France en 1739 qu'il écrit à son correspondant, le savant botaniste Duhamel du Monceau « je vous envoie une ample récolte de semences, et de plantes à quoi je joindrai quelques oiseaux empaillés... », et il lui demande de lui établir un plan pour se créer une serre et d'aider son jardinier à se procurer des outils.
En 1741, à bord du Tigre, il demande, en échange de plants qu'il rapporte, qu'on lui fournisse des graines de cèdre du Liban pour « planter en Bretagne », c'est-à-dire chez lui à La Galissonnière.
Il continue sa collaboration avec Duhamel du Monceau à qui il demande conseil pour le long transport par mer des essences nouvelles qu'il veut importer jusqu'à son débarcadère de Monnières. Il ne néglige pas de faire parvenir des plantes au Jardin du Roy à Versailles et en échange, il demande à Duhamel de lui faire parvenir pour les expérimenter à l'étranger « fresne à fleurs, houblon, melons, plants ou greffes d'arbres fruitiers que vous avez et qui me manquent. »
La liste des plantes ou semences qu'il a rapportées de ses voyages est considérable. Citons seulement « tous les érables d'Amérique qui ont été obtenus par graines, les érables sucre et érables ondés ». Souvent il les désigne avec leur nom canadien : « le raisinier, le baumier du Canada, l'amelanchier, l'assiminier, le bonduc du Canada, le pacamier, le pin cornu, la chaumine (ou pomme de terre), le plaqueminier. » C'est lui qui a rapporté d'un de ses voyages en Turquie le liquidambar.
Pendant qu'il occupe le poste de gouverneur de la Nouvelle-France, il continue son œuvre de botaniste en acclimatant des espèces nouvelles et il s'intéresse au développement agricole du Canada.
En 1752, il publie avec de même Duhamel du Monceau des « Instructions pour le transport par mer des plantes, semences et animaux » destiné à faciliter l'importation d'espèces exotiques en France depuis le Canada.

## Hommages
Trois bâtiments de la Marine nationale française on porté le nom de La Galisonnière :
- Un cuirassé (1872-1894)
- Un croiseur (1931-1942)
- Un escorteur d'escadre (1958-1990)

Il existe une :
- Rue de La Galissonnière à Nantes, Lorient, Voisins-le-Bretonneux, Beaurepaire, Saint-Jean-de-Boiseau, Le Bosc-Roger-en-Roumois, Le Pallet...
- Une école, une place et un jardin La Galissonnière à Rochefort
- Allée de La Galissonnière à Vertou
- Rue Barrin à Québec